# Dálnice 44 (Izrael)
Dálnice 44, přesněji spíš Silnice 44 (hebrejsky: 44 כביש, Kviš 44) je silniční spojení jen částečně dálničního typu (v severní části vícečetné jízdní pruhy, ovšem většinou s úrovňovými křižovatkami) v centrálním Izraeli, spojující aglomeraci Tel Avivu a Judské hory v okolí města Bejt Šemeš.

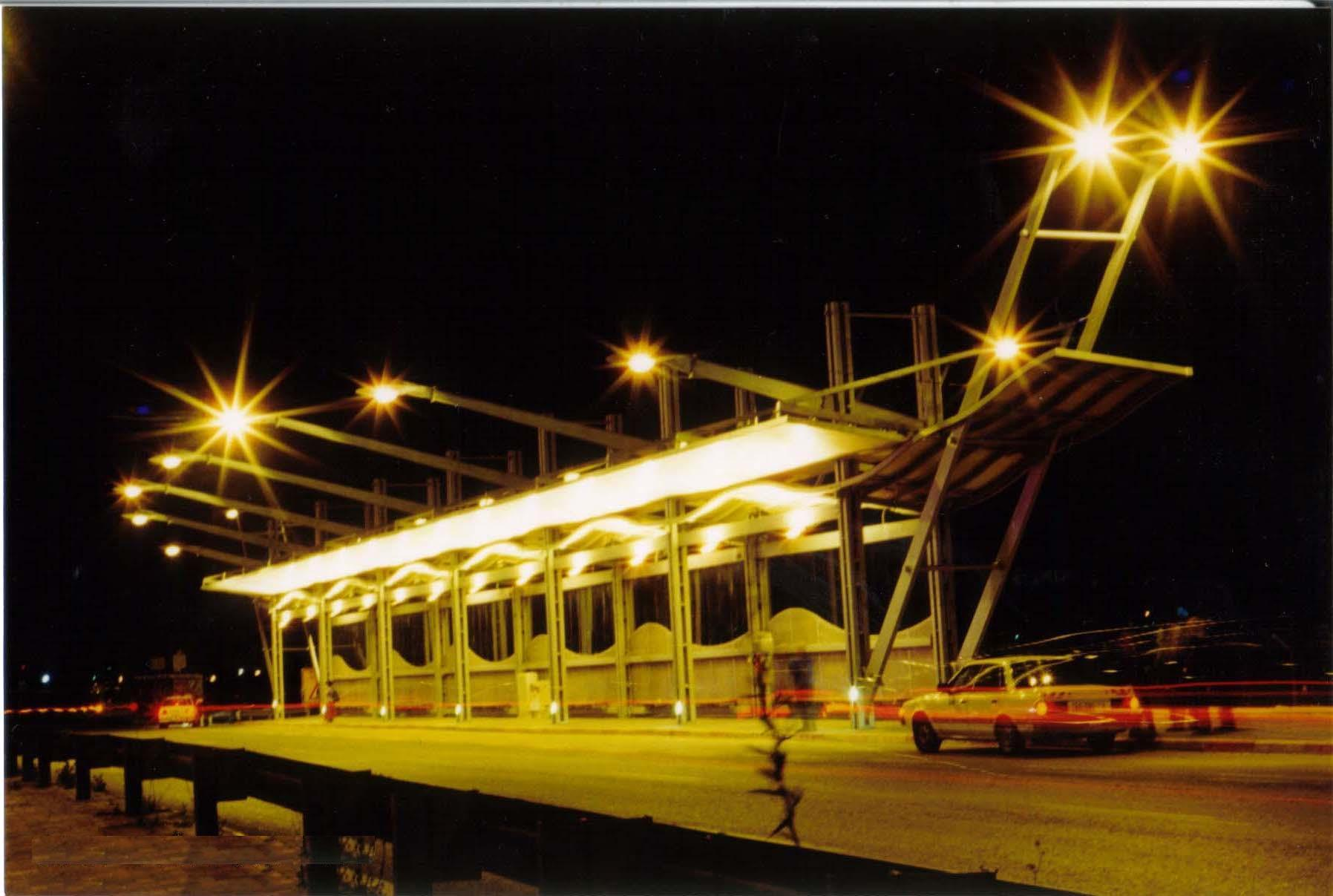
Autobusové zastávky na Dálnici 44 (Izrael) podle návrhu architekta Moti Bodek

Odbočuje z dálnice číslo 38 u vesnice Ešta'ol nedaleko města Bejt Šemeš v zalesněné pahorkatině na pomezí Judských hor a regionu Šefela. Pokračuje pak zemědělsky využívanou, mírně zvlněnou krajinou k severozápadu a vstupuje do rovinaté a hustě zalidněné pobřežní nížiny, kde u města Ramla začíná prakticky souvisle zastavěná oblast aglomerace Tel Avivu. Prochází Ramlou, z východu míjí velká města Rišon le-Cijon a Cholon, na jehož okraji ústí do dálnice číslo 20. Dál k severozápadu pak pokračuje již na správním území Tel Avivu městská třída Derech Ben Cvi, která vede do centra Jaffy.
Před rokem 1967, kdy Izrael neovládal Západní břeh Jordánu a kdy ještě nebyla skrz strategické území Latrunu postavena dálnice číslo 1, sloužila dálnice číslo 44 jako hlavní spojnice mezi Tel Avivem a Jeruzalémem.